# Silberschatz von Weiach

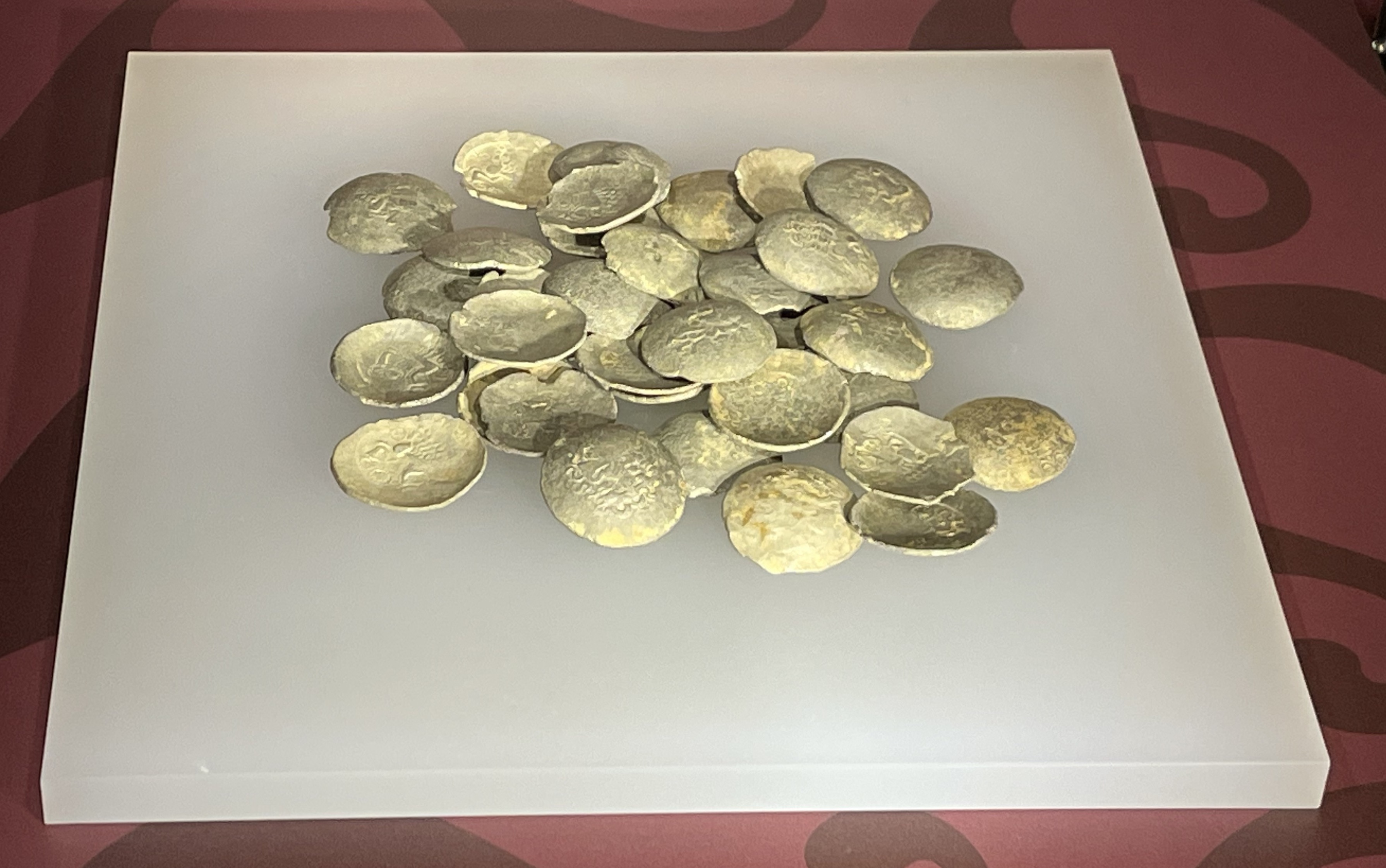
Der Silberschatz, ausgestellt in Münzkabinett und Antikensammlung der Stadt Winterthur

Der Silberschatz von Weiach wurde im Oktober 2020 auf dem Gebiet der Gemeinde Weiach im Kanton Zürich in der Schweiz gefunden. Er umfasst 63 keltische Münzen und ist damit der grösste zusammenhängende Münzfund im Zürcher Gebiet aus jener Zeit.

## Fund
Im Vorfeld eines grossflächigen geplanten Kiesabbaus im Gebiet Hasli im Nordwesten Weiachs veranlasste die Kantonsarchäologie Zürich in der Umgebung eine umfassende Prospektion. Es sollte abgeklärt werden, ob auf dem Gebiet allenfalls schützenswerte Artefakte oder Bauten liegen könnten.
Während einer Begehung entdeckte der Archäologe Joachim Hessel im Oktober 2020 am Sanzenberg an einem Geländesporn im Wald drei keltische Silbermünzen. Bei der späteren Suche wurden innerhalb drei Wochen in einem Areal von rund 5000 m2 insgesamt 63 Münzen geborgen.

## Münzen
Der Fund bestand aus 62 Silberstateren und einer Potinmünze des sogenannten «Zürcher Typs», alle aus dem 1. und 2. Jahrhundert vor Christus. Zudem wurde eine römische Silbermünze aus der Zeit des Kaisers Antoninus Pius (138–161 n. Chr.) gefunden. Die Silberstatere waren geringhaltige Silbermünzen, Imitationen von griechischen Münzen aus einer späten Phase (ca. 125–50 v. Chr.). Später entwickelte sich ihr Stil in keltische Richtung.
Die Münzen von Weiach zeigen auf der Vorderseite einen Apollokopf und auf der Rückseite ein Zweigespann mit Pferden und einem sitzenden Wagenlenker. Diese Darstellung hatten die Helvetier von makedonischen Goldmünzen übernommen, die sie als Lohn für ihre Söldnerdienste erhalten hatten.
Der Lenker trägt meist einen Schild, zum Teil einen länglichen Gegenstand. Bei einzelnen Exemplaren steht der Lenker, auf zwei Exemplaren ist ein Reiter mit erhobenen Händen dargestellt. Alle Münzen weisen unter den Pferden verschiedene Beizeichen wie Triskelen, Rosetten oder Torques auf.
Die Münzen waren vom 24. September 2022 bis Ende Februar 2023 im Münzkabinett in Winterthur ausgestellt.

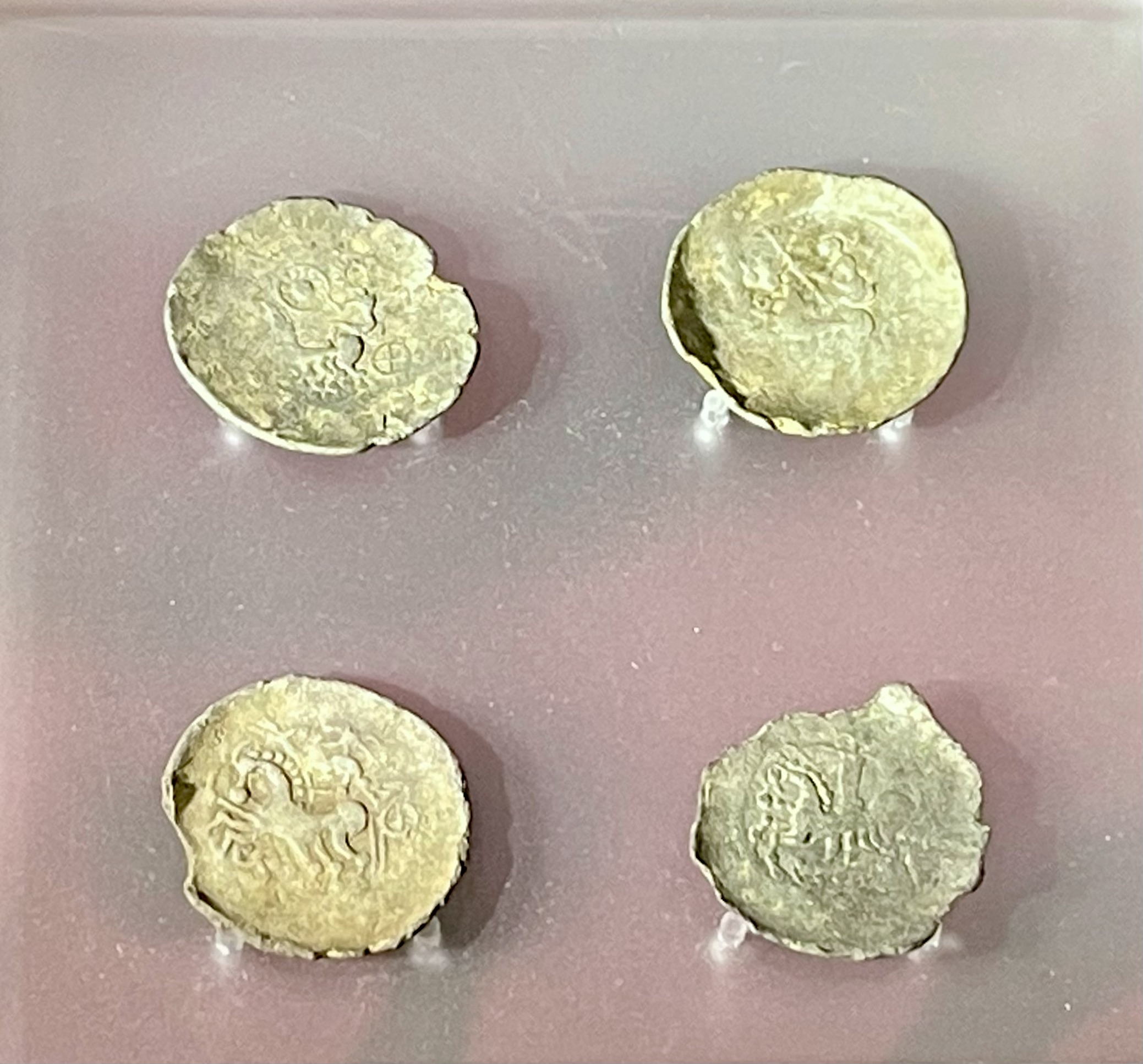
Links oben: Wagenlenker sitzt und trägt einen mit einer Rosette verzierten Schild rechts oben: Wagenlenker hält einen länglichen Gegenstand links unten: Der Wagenlenker steht rechts unten: Reiter mit erhobenen Händen
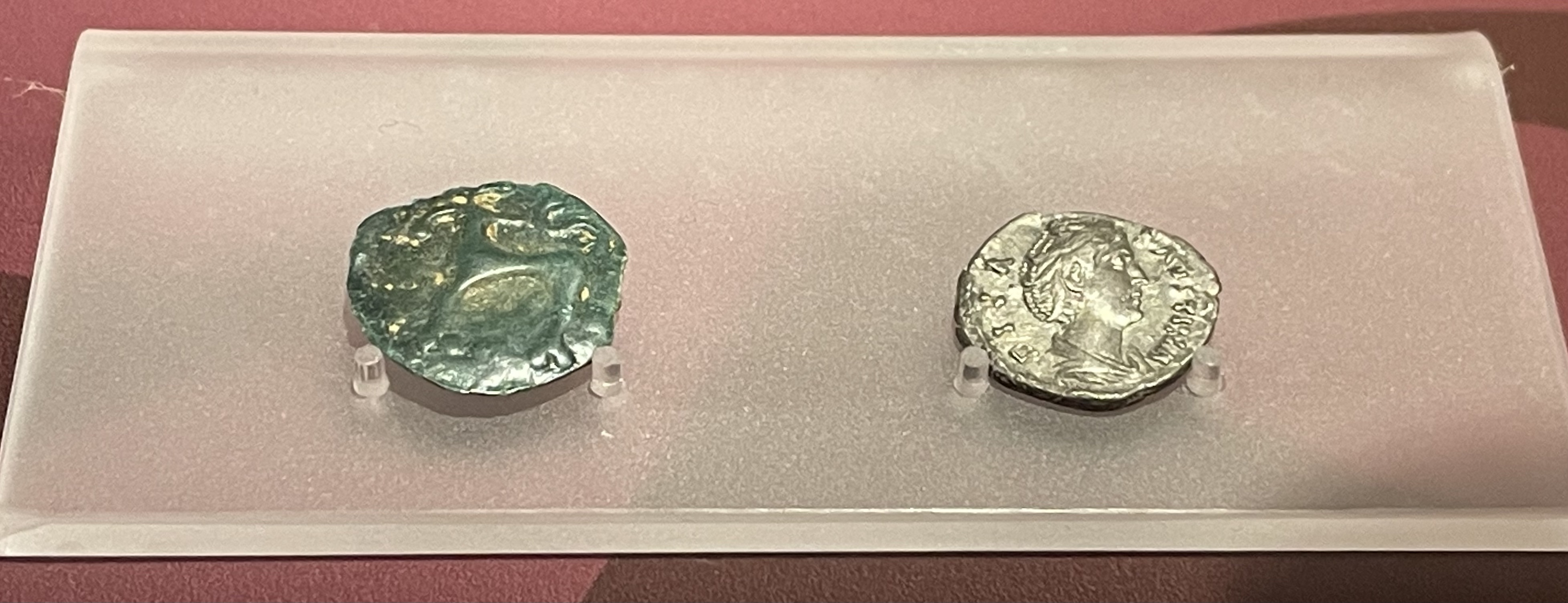
links: keltische Potinmünze aus dem 1. Jahrhundert v. Chr. rechts: römischer Denar aus dem 2. Jahrhundert n. Chr.
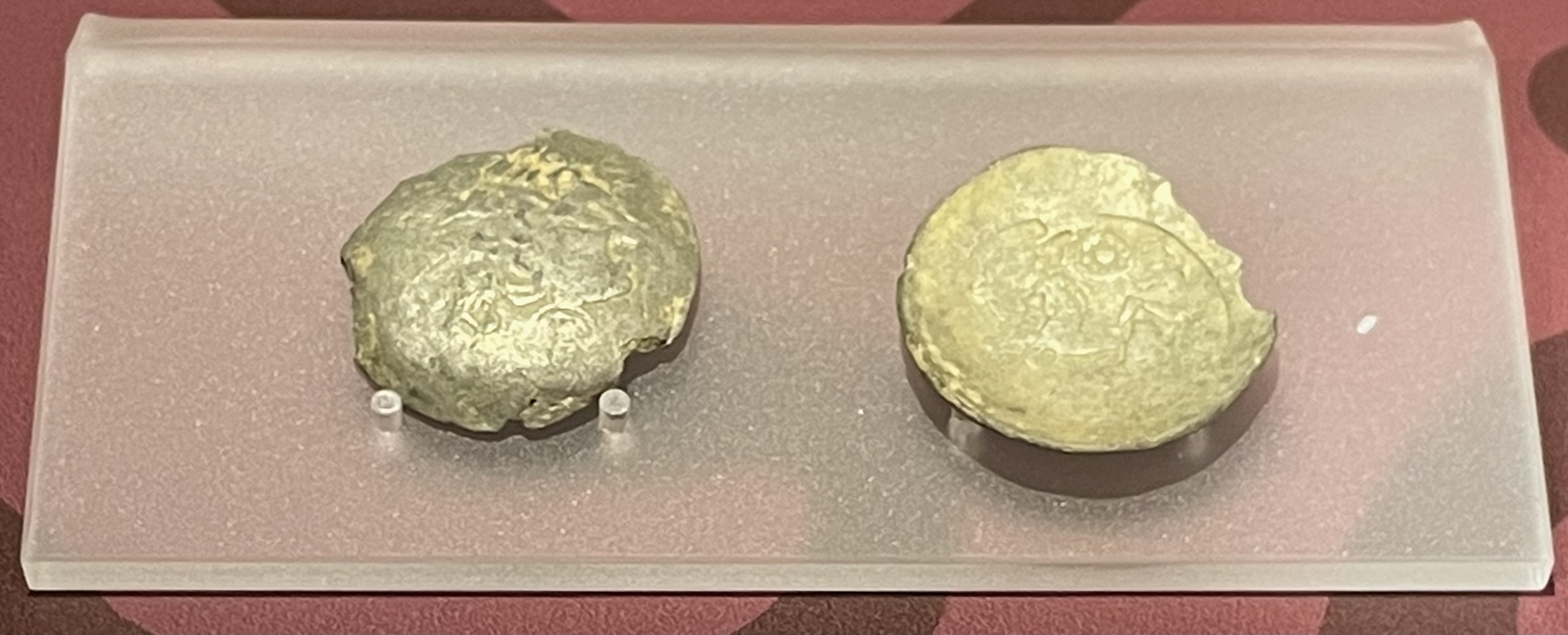
Vorderseite: Apollonkopf nach rechts Rückseite: Zweigespann nach links mit sitzendem Lenker

## Fundort
Warum die Münzen bei Weiach vergraben oder deponiert wurden, ist nicht bekannt. Denkbar ist, dass sie bei einem Heiligtum wie zum Beispiel einer Quelle oder einem kleinen Tempel als Weihegabe deponiert wurden. Aus der Umgebung sind bislang aus römischer Zeit keine weiteren keltischen Fundstellen bekannt. Abgesehen von den spätrömischen Wachtürmen entlang des Rheins (s. Donau-Iller-Rhein-Limes) kennt man aus jener Gegend nur ein paar Einzelfunde.
In der Nähe des Fundplatzes verläuft der «Alte Zürichweg», ein wichtiger historischer Verkehrsweg von Kaiserstuhl mit seinem Rheinübergang nach Zürich. Es ist denkbar, dass diese Verbindung von den Römern genutzt wurde, vielleicht schon von den Kelten. Auch der Hochrhein, der gut zwei Kilometer nördlich des Fundortes fliesst, war eine wichtige Verbindungsachse. Diese Verkehrswege könnten eine mögliche Erklärung für die Lage der Fundstelle sein.